# Masalia beatrix
Masalia beatrix är en fjärilsart som beskrevs av Moore 1881. Masalia beatrix ingår i släktet Masalia och familjen nattflyn. Inga underarter finns listade i Catalogue of Life.